# Ёйга
Ёйга, йо́йга (карел. joiku) — жанр карельского народного творчества, сольная музыкально-поэтическая импровизация.
Места распространения ёйг — бывший Кестеньгский (ныне Лоухский) и Калевальский районы Карелии.

## Описание
По основным особенностям поэтики и характеру исполнения ёйги близки причитаниям и карельским плачам, являются импровизацией с использованием готовых поэтических формул, метафор, эпитетов. Принцип иносказания соблюдается строго, с отличительным признаком — специфически повторяющимся выпеванием отдельных слогов и гласных звуков (ооо, еее, йoo, хee, хoo и других).
Традиционная тематика известных по записям ёйг ограничена. Обычно их исполняли для жениха на свадьбе или на проводах в армию, с юмором изображая любовные похождения холостого мужчины. Часто ёйги исполняли для развлечения на природе — на берегу озера или реки, где рефрен отдельных звуков или слогов мог свободно разноситься далеко вокруг.
Первые записи ёйг сделаны в 1836 году фольклорной экспедицией Элиаса Лённрота. В 1915 году финский музыковед-фольклорист А. О. Вяйсянен записывал ёйги, частично нотируя по слуху, частично на фонограф. В 1970—1990 годы сотрудники Института языка и литературы Карельского научного центра РАН записали около ста вариантов ёйг. В 1993 году осуществлена их первая полная публикация с нотным приложением.